# Antonio Rubino
Pour les articles homonymes, voir Rubino (homonymie).
Antonio Rubino (né le 15 mai 1880 à Sanremo et mort le 1er juillet 1964 à Bajardo) est un auteur de bande dessinée italien spécialisé dans la bande dessinée humoristique pour la jeunesse.

## Publications en français
- Antonio Rubino, Antonio Rubino : Le Maestro italien de la bande dessinée enfantine, Actes Sud, coll. « Actes Sud-L'An 2 », 2009.